# Киевский областной совет
Киевский областной совет (укр. Київська обласна рада) — является представительным органом местного самоуправления, что представляет общие интересы территориальных общин сёл, посёлков, городов, в пределах полномочий, определённых Конституцией Украины, Законом Украины «О местном самоуправлении на Украине» и другими законами, а также полномочий, переданных им сельскими, поселковыми, городскими советами.
Областной совет состоит из депутатов, избирается населением Киевской области сроком на пять лет. Совет избирает постоянные и временные комиссии. Областной совет проводит свою работу сессионно. Сессия состоит из пленарных заседаний и заседаний её постоянных комиссий.

## Список постоянных комиссий
- Комиссия по вопросам регламента, депутатской деятельности, законности, правопорядка, взаимодействия с правоохранительными органами и предотвращению коррупции
- Комиссия по вопросам социально-экономического развития, промышленности, предпринимательства, торговли, регуляторной, инновационно-инвестиционной политики, внешнеэкономических связей и финансового обеспечения развития области
- Комиссия по вопросам бюджета и финансов
- Комиссия по вопросам управления коммунальной собственностью, приватизации, жилищно-коммунального хозяйства и внедрения энергосберегающих технологий
- Комиссия по вопросам экологии, природопользования, водных ресурсов, ликвидации последствий аварии на ЧАЭС и других чрезвычайных ситуаций
- Комиссия по вопросам капитального строительства, архитектуры, транспорта, связи, топливно-энергетического обеспечения и развития инфраструктурных объектов
- Комиссия по вопросам образования, науки, культуры, духовности и религии
- Комиссия по вопросам здравоохранения, материнства, детства, социальной защиты населения и пенсионеров
- Комиссия по вопросам свободы слова и средств массовой информации
- Комиссия по вопросам развития местного самоуправления, децентрализации и административно-территориального устройства
- Комиссия по вопросам агропромышленного комплекса и земельных отношений
- Комиссия по вопросам молодёжной политики, физической культуры, спорта и туризма

## Список председателей Киевского областного исполнительного комитета
1. Василенко, Марк Сергеевич (1932—1935)[уточнить]
2. и.о. Курач, Николай Андреевич (1937−1938)
3. Старченко, Василий Федорович (1938)
4. и.о. Кобзин, Ефим Никифорович (1938−1939)
5. Костюк, Трофим Яковлевич (1940−1941)
6. Олейник, Захарий Фёдорович (1943—1950)
7. Бубновский Никита Дмитриевич (1950—1951)
8. Стафийчук Иван Иосифович (1951—1963, 1964-1967)
9. Яремчук, Григорий Филимонович (1963—1964 (промышленного))
10. Лысенко, Иван Петрович (1963—1964 (сельского), 1967—1984)
11. Плющ, Иван Степанович (1984—1990)
12. Синько, Василий Данилович (1990—1992)

## Список председателей Киевского областного совета[1]
| Фото | Имя                                                                 | Годы жизни | Начало срока     | Конец срока      | Примечания |
| ---- | ------------------------------------------------------------------- | ---------- | ---------------- | ---------------- | ---------- |
|      | Василий Данилович Синько Василь Данилович Сінько                    | род. 1939  | апрель 1990      | апрель 1998      |            |
|      | Николай Дмитриевич Баранюк Микола Дмитрович Баранюк                 | род. 1944  | апрель 1998      | ноябрь 2000      |            |
|      | Анатолий Андреевич Засуха Анатолій Андрійович Засуха                | род. 1958  | ноябрь 2000      | 6 сентября 2001  |            |
|      | Николай Дмитриевич Баранюк Микола Дмитрович Баранюк                 | род. 1944  | 6 сентября 2001  | 18 сентября 2003 |            |
|      | Николай Иванович Приймаченко Микола Іванович Приймаченко            | род. 1936  | 18 сентября 2003 | 9 декабря 2004   |            |
|      | Анатолий Андреевич Засуха Анатолій Андрійович Засуха                | род. 1958  | 9 декабря 2004   | 1 февраля 2005   |            |
|      | Николай Иванович Приймаченко Микола Іванович Приймаченко            | род. 1936  | 1 февраля 2005   | 20 апреля 2006   |            |
|      | Владимир Владимирович Майбоженко Володимир Володимирович Майбоженко | род. 1968  | 20 апреля 2006   | 14 мая 2010      |            |
|      | Александр Сталиноленович Качный Олександр Сталіноленович Качний     | род. 1968  | 14 мая 2010      | 27 февраля 2014  |            |
|      | Николай Викторович Бабенко Микола Вікторович Бабенко                | род. 1980  | 27 февраля 2014  | 10 ноября 2015   |            |
|      | Анна Витальевна Старикова Ганна Віталіївна Старикова                | род. 1985  | 10 ноября 2015   | 17 мая 2019      |            |
|      | Николай Анатольевич Стариченко Микола Анатолійович Стариченко       | род. 1973  | 17 мая 2019      | 27 ноября 2020   |            |
|      | Александр Иванович Скляров Олександр Іванович Скляров               | род. 1957  | 27 ноября 2020   | 27 апреля 2021   |            |
|      | Наталья Ивановна Гунько Наталія Іванівна Гунько                     | род. 1979  | 27 апреля 2021   |                  |            |

## Депутаты, состав депутатских фракций и постоянных комиссий
VIII созыв
Список депутатов областного совета VIII созыва (с 2020 года) составляет 84 человека.                                                                                                                                      
| - 1. Багнюк Валентин Витальевич - 2. Балагура Олег Викторовы - 3. Барановская Валерия Валерьевна - 4. Белый Борис Владимирович - 5. Бойко Галина Николаевна - 6. Браславский Руслан Георгиевич - 7. Буковский Роман Владимирович - 8. Ващишин Тарас Игоревич - 9. Вихрь Станислав Анатольевич - 10. Волынец Александр Леонидович - 11. Геращенко Вадим Алексеевич - 12. Глиняный Леонид Петрович - 13. Горковенко Владимир Валентинович - 14. Громадецький Александр Николаевич - 15. Гудзенко Виталий Иванович - 16. Гунько Наталья Ивановна - 17. Даценко Татьяна Валерьевна - 18. Денисенко Виталий Николаевич - 19 Добрянский Ярослав Викторович - 20. Демин Денис Сергеевич - 21. Ерко Галина Георгиевна - 22. Жукотанский Дмитрий Александрович | - 23. Ксензенко Валерий Петрович - 24. Засуха Андрей Анатольевич - 25. Иваненко Олег Валерьевич - 26. Ильенко Виктория Владимировна - 27. Карлюк Виталий Иванович - 28. Карнаух Наталья Викторовна - 29. Киселева Мария Сергеевна - 30. Колодий Александр Николаевич - 31. Колтунов Игорь Сергеевич - 32. Корбан Олег Борисович - 33. Косташ Олег Анатольевич - 34. Костин Тарас Викторович - 35. Крепостной Андрей Петрович - 36. Кузьменко Руслан Александрович - 37. Левитас Игорь Маркович - 38. Левченко Сергей Александрович - 39. Леляк Александр Иванович - 40. Мартыновский Александр Валерьевич - 41. Мепаришвили Хвича Нодарович - 42. Мешков Алексей Михайлович - 43. Москаленко Юлиан Александрович - 44. Москаленко Ярослав Николаевич | - 45. Мутель Александр Михайлович - 46. Одинец Владислав Иванович - 47. Оноприенко-Капустина Наталья Васильевна - 48. Павлушко Юрий Иванович - 49. Панченко Ирина Сергеевна - 50. Пасичнюк Вадим Александрович - 51. Перинский Оксана Петровна - 52. Пещерин Андрей Евгеньевич - 53. Пироговский Александр Юрьевич - 54. Пицик Григорий Витальевич - 55. Поляруш Александр Алексеевич - 56. Пономарева Леонида Андреевна - 57. Потрясаев Сергей Алексеевич - 58. Притуляк Олег Вячеславович - 59. Сабадаш Владимир Иванович - 60. Савчук Юрий Степанович - 61. Самойленко Татьяна Владимировна - 62. Сапожко Марина Анатольевна - 63. Свитовенко Виктор Викторович - 64. Скляров Александр Иванович - 65. Семенова Татьяна Николаевна - 66. Семергей Станислав Александрович | - 67. Сечевых Денис Валерьевич - 68. Скрипник Ольга Васильевна - 69. Слепцов Геннадий Владимирович - 70. Старикова Анна Витальевна - 71. Татоян Арташес Гарникович - 72. Тимофийчук Владимир Павлович - 73. Тытыкало Роман Сергеевич - 74. Удовиченко Владимир Петрович - 75. Фещенко Андрей Викторович - 76. Цагареишвили Георгий - 77. Цаплиенко Олег Игоревич - 78. Чередниченко Юрий Анатольевич - 79. Швец Ирина Николаевна - 80. Шевченко Мария Игоревна - 81. Шеремета Виктор Васильевич - 82. Шкуро Алла Николаевна - 83. Шубко Инна Васильевна - 84. Шуст Елена Анатольевна |

## Деятельность и достижения Киевского областного совета
- За "'2016 год' было созвано 8 сессий, состоялось 14 пленарных заседаний и 12 заседаний Президиума Киевского областного совета, на которых было принято 194 решения.
- Проведено 193 заседания профильных постоянных комиссий Киевского областного совета, где рассмотрено 1104 вопроса.
- Осуществлялась реализация 37-ми Киевских областных комплексных и целевых программ.
- Одним из важнейших направлений работы Киевского областного совета было упорядочение вопросам управления коммунальной собственностью объединенной общины Киевской области. Ради этого, в структуре исполнительного аппарата Совета создано управление по вопросам коммунальной собственности и жилищно-коммунального хозяйства. К совместной собственности территориальных общин области в 2016 году принято 143 предприятия, учреждения и организации, владеющие около 2000 объектов недвижимого имущества общей площадью 600 000 кв. м.
- В этом же году, по инициативе Председателя Киевского областного совета, было организовано два масштабных Форумы в рамках реформы децентрализации «Децентрализация - путь к развитию самоуправления»: “Борьба с коррупцией” и “Развитие медицинской отрасли”.

- В "'в 2017 году' было проведено 8 пленарных заседаний, из них 5 очередных и 3 внеочередных сессии, на которых было принято 151 решение.
- Проведено 131 заседание профильных постоянных комиссий Киевского областного совета, где рассмотрено 1052 вопроса, в том числе 473 сессионные.
- В этом году, областным советом принято 49 областных программ и начат новый формат работы – выездное заседание председателей фракций. Первое такое заседание прошло в городе Белая Церковь.
- По инициативе Киевского областного совета, было проведено заседание по обсуждению проектов Программ утилизации твёрдых бытовых отходов.
- Для удобства жителей области и оперативного решения их вопросов, при отделе обращения граждан создан горячую линию «Телефон доверия», который работает ежедневно в рабочее время.